# Tricheco (sous-marin, 1930)
Pour les articles homonymes, voir Tricheco (sous-marin).
Le Tricheco (en français : Morse) est un sous-marin de la classe Squalo en service dans la Regia Marina au début des années 1930 et ayant servi pendant la Seconde Guerre mondiale.

## Caractéristiques
Les sous-marins de la classe Squalo sont essentiellement des répétitions des classes Bandiera et Bragadin, ils appartenaient au type "Bernardis" et ont été les premiers sous-marins italiens de moyenne et grande taille à être performants dans tous les domaines ; ils étaient également adaptés aux mers chaudes, comme la mer Rouge. Ils sont cependant nés avec certains défauts des classes précédentes (ceci parce que la Regia Marina a fait la grosse erreur de commander trois classes de nouveaux sous-marins sans tester ne serait-ce qu'une d'entre elles en conditions réelles), en particulier la tendance à s'enfoncer dans la mer par la proue. Afin de contourner ce problème, le secteur de la proue a été modifié en la surélevant, donnant le profil caractéristique aux unités. À l'intérieur du sous-marin a également été obtenu un caisson d'auto-chargement utile pour amortir le tangage.
Ils déplaçaient 920 tonnes en surface et 1 125 tonnes en immersion. Les sous-marins mesuraient 69,8 mètres de long, avaient une largeur de 7,21 mètres et un tirant d'eau de 5,19 mètres. Ils avaient une profondeur de plongée opérationnelle de 90 mètres. Leur équipage comptait 53 officiers et hommes d'équipage.
Pour la navigation de surface, les sous-marins étaient propulsés par deux moteurs diesel de 1 500 chevaux (1 119 kW), chacun entraînant un arbre d'hélice. En immersion, chaque hélice était entraînée par un moteur électrique de 650 chevaux-vapeur (485 kW). Ils pouvaient atteindre 15,1 nœuds (28,0 km/h) en surface et 8 nœuds (15 km/h) sous l'eau. En surface, la classe Squalo avait une autonomie de 5 650 milles nautiques (10 460 km) à 8 noeuds (15 km/h), en immersion, elle avait une autonomie de 100 milles marins (185 km) à 3 nœuds (5,6 km/h).
Les sous-marins étaient armés de huit tubes lance-torpilles internes de 53,3 cm (21 pouces), quatre à l'avant et quatre à l'arrière. Ils transportaient au total une douzaine de torpilles. Ils étaient également armés d'un canon de pont de 102/35 Model 1914 pour le combat en surface. Leur armement anti-aérien consistait en deux mitrailleuses Breda Model 1931 de 13,2 mm.

## Construction et mise en service
Le Tricheco est construit par le chantier naval Cantieri Riuniti dell'Adriatico (CRDA) de Monfalcone en Italie, et mis sur cale le 10 novembre 1928. Il est lancé le 11 septembre 1930 et est achevé et mis en service le 25 juin 1931. Il est commissionné le même jour dans la Regia Marina.

## Historique
Après son entrée en service, le Tricheco est affecté au IIe Escadron de sous-marins de La Spezia.
Dans la première partie de sa vie, il est le protagoniste d'une série d'accidents :
- le 16 janvier 1931, il entre en collision avec un bateau de pêche, causant de graves dommages[3];
- le 3 novembre 1933, le carter d'un des moteurs thermiques explose, provoquant un incendie (qui peut être rapidement éteint)[3];
- en 1934, un des périscopes a été endommagé par la collision avec une grue[3].

Au début des années 30, il effectue, avec son navire-jumeau (sister ship) Delfino, une croisière en mer Noire, faisant escale à Batum, Constanta, Varna et Istanbul. Le but était de vérifier les conditions de traversée du détroit des Dardanelles.
En 1934, il est affecté à Naples, dans le cadre du IVe Escadron, et l'année suivante, il est déployé à Massawa, opérant en mer Rouge avec diverses missions d'entraînement.
Il participe clandestinement à la guerre civile d'Espagne - sous le commandement du lieutenant de vaisseau (tenente di vascello) Benedetto Luchetti - avec une mission de douze jours (du 17 au 29 août 1937) au nord de Pantelleria, avec départ et retour à Messine, au cours de laquelle une seule manœuvre d'attaque est effectuée, qui n'est pas achevée par un succès.
En 1938, le Tricheco est affecté au XXXIIIe Escadron basé à Messine (il se rend plusieurs fois à Fiume pour des cycles de travail) et deux ans plus tard au Ve Grupsom basé à Leros.
Au début de la Seconde Guerre mondiale, le Tricheco effectue une mission infructueuse dans le secteur situé à vingt milles nautiques (36 km) à l'est de Punta Castello (Scarpanto). Il retourne à Leros le 14 juin 1940.
Du 19 au 23 juin, il opère au nord de la Crète, toujours sans résultat.
Le 3 juillet, il est envoyé entre Alexandrie et le cap Kupho (Crète) en soutien d'un convoi italien. Il n'a qu'une seule observation, le 9, mais il ne parvient pas à se mettre à portée du navire ennemi, et le lendemain il repart.
Il effectue une autre mission offensive dans le canal de Caso (Grèce) du 6 au 16 août 1940, revenant sans avoir vu d'unités ennemies.
Le 8 octobre 1940 (alors qu'il était commandé par le capitaine de corvette Alberto Avogadro di Cerrione), il est protagoniste d'un tragique incident de tir ami. Alors qu'il se trouvait dans le canal de Caso, il repère un sous-marin considéré comme ennemi. Il lance deux torpilles sur lui et l'envoie par le fond à 1h21. En fait, il s'agit d'un sous-marin italien, le Gemma, dont la présence dans cette zone n'avait pas été signalée au Tricheco ,, (faute de temps pour vérifier la nationalité des autres sous-marins, tout sous-marin dont la présence n'avait pas été signalée était considéré comme ennemi). Sur les 44 hommes du Gemma, il n'y avait aucun survivant..
Du 29 octobre au 5 novembre, il effectue une autre mission infructueuse près de Gaudo, à 150 milles nautiques (277 km) d'Alexandrie [5].
Le 8 mai 1941, elle a effectué une mission d'embuscade défensive dans le golfe de Tarente .
Entre le 19 et le 23 mai, il est en embuscade à une trentaine de milles nautiques (55 km) au large de Ras Uleima (golfe de Sollum). Il n'y a cependant aucune observation.
Le 25 septembre, sous le commandement du lieutenant de vaisseau Carlo Gandolfo, il se trouve à une soixantaine de milles nautiques (111 km) de Ras Aamer mais il ne voit aucun navire. Le 7 octobre, alors qu'il retourne à Augusta, il est attaqué par un Bristol Blenheim, réussissant à plonger avant de d'avoir touché l'avion avec ses mitrailleuses,.
Le 29 novembre de la même année, à 11h47, le commandant Alberto Campanella aperçoit une formation de quatre croiseurs et deux destroyers britanniques en Méditerranée centrale. Le Tricheco passe à l'attaque et lance trois torpilles contre un croiseur dont l'issue est incertaine car aucune trace de l'épisode n'a été trouvée dans les documents contradictoires,.
Au cours de la deuxième décennie de février 1942, contrairement à l'opération britannique "MFS", il est envoyé au large des côtes de la Cyrénaïque, devant retourner à la base escorté par le sous-marin Dandolo le 21 février, en raison d'une panne de moteur.
A 17h30, le 30 mars 1942, alors qu'il navigue - sous le commandement du capitaine de corvette Giovanni Cunsolo - d'Augusta à Brindisi (où il aurait reçu une maintenance), il est attaqué par le sous-marin britannique HMS Upholder (P37) qui le frappe avec une torpille sur la proue de la tourelle. Le Tricheco se brise en deux et coule rapidement à une courte distance de Brindisi, avec le lieutenant de vaisseau Ermanno Tonti, commandant en second, 10 sous-officiers et 27 sous-capitaines et marins. Le commandant Cunsolo et 10 autres hommes sont sauvés ,.
Le Tricheco avait effectué 13 missions offensives-exploratoires et 6 missions de transfert, pour un total de 12 435 milles nautiques (23 030 km) en surface et 2 678 milles nautiques -4 959 km) sous l'eau.
L'épave du Tricheco a été repérée en 2006 à environ 3 milles nautiques (5,5 km) du rivage, à une profondeur comprise entre 72 et 80 mètres, gisant sur le fond marin sur son côté droit et considérablement envasée; de nombreux filets sont emmêlés sur l'épave.